# Puchar Świata w short tracku 2019/2020
Puchar Świata w short tracku 2019/2020 była to 23. edycja zawodów w tej dyscyplinie. Zawodnicy podczas tego sezonu wystąpili w sześciu zawodach tego cyklu rozgrywek. Rywalizacja rozpoczęła się w Salt Lake City 1 listopada 2019 roku, a zakończyła się w Dordrechtcie 16 lutego 2020 roku.

## Kalendarz Pucharu Świata

### Mężczyźni
| Lp.                                                 | Miejscowość    | Data       | Konkurencja      | 1 miejsce                                                                          | 2 miejsce                                                                        | 3 miejsce                                                                               |
| --------------------------------------------------- | -------------- | ---------- | ---------------- | ---------------------------------------------------------------------------------- | -------------------------------------------------------------------------------- | --------------------------------------------------------------------------------------- |
| 1. PŚ                                               | Salt Lake City | 02.11.2019 | 500 m (1)        | Hwang Dae-heon                                                                     | Wiktor Ahn                                                                       | Shaoang Liu                                                                             |
| 1. PŚ                                               | Salt Lake City | 02.11.2019 | 1500 m           | Siemion Jelistratow                                                                | Kim Dong-wook                                                                    | Aleksander Szułginow                                                                    |
| 1. PŚ                                               | Salt Lake City | 03.11.2019 | 500 m (2)        | Wu Dajing                                                                          | Shaolin Sándor Liu                                                               | Abzał Ażgalijew                                                                         |
| 1. PŚ                                               | Salt Lake City | 03.11.2019 | 1000 m           | Hwang Dae-heon                                                                     | Wiktor Ahn                                                                       | Park Ji-won                                                                             |
| 1. PŚ                                               | Salt Lake City | 03.11.2019 | 5000 m drużynowo | Rosja Daniłł Ejbog · Siemion Jelistratow · Pawieł Sitnikow · Wiktor Ahn            | Korea Południowa Hwang Dae-heon · Kim Dong-wook · Park In-wook · Park Ji-won     | Kanada Pascal Dion · Steven Dubois · Charles Hamelin · Maxime Laoun                     |
| 2. PŚ                                               | Montreal       | 09.11.2019 | 1000 m (1)       | Hwang Dae-heon                                                                     | Steven Dubois                                                                    | Han Tianyu                                                                              |
| 2. PŚ                                               | Montreal       | 09.11.2019 | 1500 m           | Park Ji-won                                                                        | An Kai                                                                           | Lee June-seo                                                                            |
| 2. PŚ                                               | Montreal       | 10.11.2019 | 500 m            | Shaolin Sándor Liu                                                                 | Hwang Dae-heon                                                                   | Pawieł Sitnikow                                                                         |
| 2. PŚ                                               | Montreal       | 10.11.2019 | 1000 m (2)       | Siemion Jelistratow                                                                | Park In-wook                                                                     | Park Ji-won                                                                             |
| 2. PŚ                                               | Montreal       | 10.11.2019 | 5000 m drużynowo | Węgry Cole William Isaac Krueger · Csaba Burján · Shaoang Liu · Shaolin Sándor Liu | Korea Południowa Hwang Dae-heon · Kim Dong-wook · Lee June-seo · Park In-wook    | Rosja Dienis Ajrapietian · Siemion Jelistratow · Aleksander Szułginow · Pawieł Sitnikow |
| 3. PŚ                                               | Nagoja         | 30.11.2019 | 1000 m           | Park Ji-won                                                                        | Shaoang Liu                                                                      | Siemion Jelistratow                                                                     |
| 3. PŚ                                               | Nagoja         | 30.11.2019 | 1500 m (1)       | Kim Dong-wook                                                                      | Park In-wook                                                                     | Keita Watanabe                                                                          |
| 3. PŚ                                               | Nagoja         | 01.12.2019 | 500 m            | Shaoang Liu                                                                        | Pawieł Sitnikow                                                                  | Park In-wook                                                                            |
| 3. PŚ                                               | Nagoja         | 01.12.2019 | 1500 m (2)       | Park Ji-won                                                                        | Lee June-seo                                                                     | Ibuki Hayashi                                                                           |
| 3. PŚ                                               | Nagoja         | 01.12.2019 | 5000 m drużynowo | Chiny An Kai · Han Tianyu · Ren Ziwei · Wu Dajing                                  | Korea Południowa Kim Dong-wook · Lee June-seo · Park In-wook · Park Ji-won       | Rosja Dienis Ajrapietian · Daniłł Ejbog · Siemion Jelistratow · Pawieł Sitnikow         |
| 4. PŚ                                               | Szanghaj       | 07.12.2019 | 500 m (1)        | Shaolin Sándor Liu                                                                 | Wu Dajing                                                                        | Shaoang Liu                                                                             |
| 4. PŚ                                               | Szanghaj       | 07.12.2019 | 1500 m           | Lee June-seo                                                                       | Han Tianyu                                                                       | An Kai                                                                                  |
| 4. PŚ                                               | Szanghaj       | 08.12.2019 | 500 m (2)        | Shaolin Sándor Liu                                                                 | Lee June-seo                                                                     | Steven Dubois                                                                           |
| 4. PŚ                                               | Szanghaj       | 08.12.2019 | 1000 m           | Han Tianyu                                                                         | Shaoang Liu                                                                      | Park Ji-won                                                                             |
| 4. PŚ                                               | Szanghaj       | 08.12.2019 | 5000 m drużynowo | Rosja Daniłł Ejbog · Siemion Jelistratow · Pawieł Sitnikow · Wiktor Ahn            | Węgry Cole William Isaac Krueger · Bence Oláh · Shaoang Liu · Shaolin Sándor Liu | Korea Południowa Kim Da-gyeom · Lee June-seo · Park In-wook · Park Ji-won               |
| 1. Mistrzostwa Czterech Kontynentów 2020 – Montreal |                |            |                  |                                                                                    |                                                                                  |                                                                                         |
| 24. Mistrzostwa Europy 2020 – Debreczyn             |                |            |                  |                                                                                    |                                                                                  |                                                                                         |
| 5. PŚ                                               | Drezno         | 08.02.2020 | 500 m            | Steven Dubois                                                                      | Shaolin Sándor Liu                                                               | Melle van't Wout                                                                        |
| 5. PŚ                                               | Drezno         | 08.02.2020 | 1500 m (1)       | Ren Ziwei                                                                          | Sven Roes                                                                        | Kim Da-gyeom                                                                            |
| 5. PŚ                                               | Drezno         | 09.02.2020 | 1000 m           | Park Ji-won                                                                        | Shaolin Sándor Liu                                                               | Kazuki Yoshinaga                                                                        |
| 5. PŚ                                               | Drezno         | 09.02.2020 | 1500 m (2)       | Park Ji-won                                                                        | Siemion Jelistratow                                                              | John-Henry Krueger                                                                      |
| 5. PŚ                                               | Drezno         | 09.02.2020 | 5000 m drużynowo | Korea Południowa Hwang Dae-heon · Lee June-seo · Park Ji-won · Park In-wook        | Rosja Siemion Jelistratow · Pawieł Sitnikow · Dienis Ajrapietian · Daniłł Ejbog  | Holandia Itzhak de Laat · Daan Breeuwsma · Melle van't Wout · Sven Roes                 |
| 6. PŚ                                               | Dordrecht      | 15.02.2020 | 500 m            | Lee June-seo                                                                       | Stijn Desmet                                                                     | Abzał Ażgalijew                                                                         |
| 6. PŚ                                               | Dordrecht      | 15.02.2020 | 1000 m (1)       | Kim Da-gyeom                                                                       | Cedrik Blais                                                                     | Itzhak de Laat                                                                          |
| 6. PŚ                                               | Dordrecht      | 16.02.2020 | 1000 m (2)       | Park Ji-won                                                                        | Kim Dong-wook                                                                    | Steven Dubois                                                                           |
| 6. PŚ                                               | Dordrecht      | 16.02.2020 | 1500 m           | Park Ji-won                                                                        | Lee June-seo                                                                     | Ren Ziwei                                                                               |
| 6. PŚ                                               | Dordrecht      | 16.02.2020 | 5000 m drużynowo | Kanada Pascal Dion · Steven Dubois · Charles Hamelin · Jordan Pierre-Gilles        | Holandia Daan Breeuwsma · Itzhak de Laat · Sjinkie Knegt · Sven Roes             | Chiny An Kai · Han Tianyu · Ren Ziwei · Wu Dajing                                       |
| 45. Mistrzostwa Świata 2020 – Seul                  |                |            |                  |                                                                                    |                                                                                  |                                                                                         |

#### Klasyfikacje
| Lp. | Zawodnik           | Punkty |
| --- | ------------------ | ------ |
| 1.  | Shaolin Sándor Liu | 50096  |
| 2.  | Wu Dajing          | 32171  |
| 3.  | Abzał Ażgalijew    | 24664  |
| 4.  | Lee June-seo       | 23774  |
| 5.  | Pawieł Sitnikow    | 23319  |
| 6.  | Shaoang Liu        | 23025  |
| 7.  | Hwang Dae-heon     | 22240  |
| 8.  | Park In-wook       | 19211  |
| 9.  | Steven Dubois      | 18359  |
| 10. | Itzhak de Laat     | 15071  |
| ... |                    |        |
| 26. | Rafał Anikiej      | 2725   |
| 48. | Łukasz Kuczyński   | 244    |
| 77. | Paweł Adamski      | 32     |
| 78. | Mateusz Krzemiński | 31     |
| 90. | Szymon Wilczyk     | 16     |

| Lp.  | Zawodnik            | Punkty |
| ---- | ------------------- | ------ |
| 1.   | Park Ji-won         | 49200  |
| 2.   | Han Tianyu          | 29752  |
| 3.   | Siemion Jelistratow | 25451  |
| 4.   | Hwang Dae-heon      | 21522  |
| 5.   | Steven Dubois       | 19612  |
| 6.   | Shaoang Liu         | 19558  |
| 7.   | Kim Dong-wook       | 17091  |
| 8.   | Park In-wook        | 12170  |
| 9.   | Daan Breeuwsma      | 12048  |
| 10.  | An Kai              | 11877  |
| ...  |                     |        |
| 38.  | Rafał Anikiej       | 1721   |
| 89.  | Paweł Adamski       | 40     |
| 104. | Mateusz Krzemiński  | 15     |
| 106. | Łukasz Kuczyński    | 14     |
| 106. | Sebastian Hydzik    | 13     |
| 129. | Karol Nieścier      | 5      |
| 143. | Szymon Wilczyk      | 1      |

| Lp.  | Zawodnik            | Punkty |
| ---- | ------------------- | ------ |
| 1.   | Park In-wook        | 42621  |
| 2.   | Lee June-seo        | 37642  |
| 3.   | An Kai              | 27580  |
| 4.   | Kim Dong-wook       | 27216  |
| 5.   | Siemion Jelistratow | 24815  |
| 6.   | Ren Ziwei           | 16400  |
| 7.   | Park In-wook        | 15741  |
| 8.   | Keita Watanabe      | 14896  |
| 9.   | Dienis Ajrapietian  | 12311  |
| 10.  | Steven Dubois       | 12189  |
| ...  |                     |        |
| 38.  | Rafał Anikiej       | 1299   |
| 69.  | Łukasz Kuczyński    | 74     |
| 72.  | Paweł Adamski       | 57     |
| 94.  | Sebastian Hydzik    | 19     |
| 112. | Miłosz Krzemiński   | 9      |
| 122. | Karol Nieścier      | 3      |
| 123. | Szymon Wilczyk      | 3      |

| Lp. | Państwo          | Punkty |
| --- | ---------------- | ------ |
| 1.  | Rosja            | 34400  |
| 2.  | Korea Południowa | 34000  |
| 3.  | Chiny            | 26640  |
| 4.  | Węgry            | 25373  |
| 5.  | Holandia         | 24640  |
| 6.  | Kanada           | 20175  |
| 7.  | Japonia          | 14746  |
| 8.  | Włochy           | 10492  |
| 9.  | Kazachstan       | 10154  |
| 10. | Francja          | 8058   |
| ... |                  |        |
| 13. | Polska           | 3307   |

|  |

### Kobiety
| Lp.                                                 | Miejscowość    | Data       | Konkurencja      | 1 miejsce                                                                           | 2 miejsce                                                                                       | 3 miejsce                                                                                   |
| --------------------------------------------------- | -------------- | ---------- | ---------------- | ----------------------------------------------------------------------------------- | ----------------------------------------------------------------------------------------------- | ------------------------------------------------------------------------------------------- |
| 1. PŚ                                               | Salt Lake City | 02.11.2019 | 500 m (1)        | Martina Valcepina                                                                   | Yara van Kerkhof                                                                                | Petra Jászapáti                                                                             |
| 1. PŚ                                               | Salt Lake City | 02.11.2019 | 1500 m           | Kim Boutin                                                                          | Suzanne Schulting                                                                               | Han Yutong                                                                                  |
| 1. PŚ                                               | Salt Lake City | 03.11.2019 | 500 m (2)        | Kim Boutin                                                                          | Qu Chunyu                                                                                       | Lara van Ruijven                                                                            |
| 1. PŚ                                               | Salt Lake City | 03.11.2019 | 1000 m           | Suzanne Schulting                                                                   | Han Yutong                                                                                      | Zhang Chutong                                                                               |
| 1. PŚ                                               | Salt Lake City | 03.11.2019 | 3000 m drużynowo | Chiny Fan Kexin · Han Yutong · Qu Chunyu · Zhang Yuting                             | Korea Południowa Choi Min-jeong · Kim A-lang · Kim Ji-yoo · Noh Ah-rum                          | Kanada Danae Blais · Alyson Charles · Claudia Gagnon · Kim Boutin                           |
| 2. PŚ                                               | Montreal       | 09.11.2019 | 1000 m (1)       | Kim Boutin                                                                          | Seo Whi-min                                                                                     | Fan Kexin                                                                                   |
| 2. PŚ                                               | Montreal       | 09.11.2019 | 1500 m           | Kim Ji-yoo                                                                          | Arianna Fontana                                                                                 | Noh Do-hee                                                                                  |
| 2. PŚ                                               | Montreal       | 10.11.2019 | 500 m            | Kim Boutin                                                                          | Martina Valcepina                                                                               | Natalia Maliszewska                                                                         |
| 2. PŚ                                               | Montreal       | 10.11.2019 | 1000 m (2)       | Han Yutong                                                                          | Courtney Lee Sarault                                                                            | Jekaterina Jefremienkowa                                                                    |
| 2. PŚ                                               | Montreal       | 10.11.2019 | 3000 m drużynowo | Chiny Fan Kexin · Qu Chunyu · Zang Yize · Zhang Yuting                              | Rosja Jekaterina Jefremienkowa · Jekaterina Konstantinowa · Jemina Małagicz · Sofia Proswirnowa | Kanada Danae Blais · Alyson Charles · Kim Boutin · Courtney Lee Sarault                     |
| 3. PŚ                                               | Nagoja         | 30.11.2019 | 1000 m           | Noh Ah-reum                                                                         | Suzanne Schulting                                                                               | Kristen Santos                                                                              |
| 3. PŚ                                               | Nagoja         | 30.11.2019 | 1500 m (1)       | Kim Ji-yoo                                                                          | Kim Boutin                                                                                      | Arianna Fontana                                                                             |
| 3. PŚ                                               | Nagoja         | 01.12.2019 | 500 m            | Kim Boutin                                                                          | Arianna Fontana                                                                                 | Kim Ji-yoo                                                                                  |
| 3. PŚ                                               | Nagoja         | 01.12.2019 | 1500 m (2)       | Suzanne Schulting                                                                   | Courtney Lee Sarault                                                                            | Han Yutong                                                                                  |
| 3. PŚ                                               | Nagoja         | 01.12.2019 | 3000 m drużynowo | Włochy Arianna Fontana · Nicole Botter Gomez · Cynthia Mascitto · Martina Valcepina | Kanada Danae Blais · Alyson Charles · Kim Boutin · Courtney Lee Sarault                         | Rosja Jekaterina Konstantinowa · Jemina Małagicz · Sofia Proswirnowa · Jewgienija Zacharowa |
| 4. PŚ                                               | Szanghaj       | 07.12.2019 | 500 m (1)        | Kim Boutin                                                                          | Suzanne Schulting                                                                               | Martina Valcepina                                                                           |
| 4. PŚ                                               | Szanghaj       | 07.12.2019 | 1500 m           | Kim A-lang                                                                          | Choi Min-jeong                                                                                  | Courtney Lee Sarault                                                                        |
| 4. PŚ                                               | Szanghaj       | 08.12.2019 | 500 m (2)        | Fan Kexin                                                                           | Yara van Kerkhof                                                                                | Qu Chunyu                                                                                   |
| 4. PŚ                                               | Szanghaj       | 08.12.2019 | 1000 m           | Suzanne Schulting                                                                   | Seo Whi-min                                                                                     | Kim Boutin                                                                                  |
| 4. PŚ                                               | Szanghaj       | 08.12.2019 | 3000 m drużynowo | Kanada Danae Blais · Alyson Charles · Kim Boutin · Courtney Lee Sarault             | Holandia Rianne de Vries · Suzanne Schulting · Yara van Kerkhof · Lara van Ruijven              | Stany Zjednoczone Maame Biney · Julie Letai · Kristen Santos · Corinne Stoddard             |
| 1. Mistrzostwa Czterech Kontynentów 2020 – Montreal |                |            |                  |                                                                                     |                                                                                                 |                                                                                             |
| 24. Mistrzostwa Europy 2020 – Debreczyn             |                |            |                  |                                                                                     |                                                                                                 |                                                                                             |
| 5. PŚ                                               | Drezno         | 08.02.2020 | 500 m            | Kim Boutin                                                                          | Qu Chunyu                                                                                       | Lara van Ruijven                                                                            |
| 5. PŚ                                               | Drezno         | 08.02.2020 | 1500 m (1)       | Choi Min-jeong                                                                      | Noh Ah-reum                                                                                     | Han Yutong                                                                                  |
| 5. PŚ                                               | Drezno         | 09.02.2020 | 1000 m           | Kim Ji-yoo                                                                          | Courtney Lee Sarault                                                                            | Suzanne Schulting                                                                           |
| 5. PŚ                                               | Drezno         | 09.02.2020 | 1500 m (2)       | Suzanne Schulting                                                                   | Sofia Proswirnowa                                                                               | Tifany Huot-Marchand                                                                        |
| 5. PŚ                                               | Drezno         | 09.02.2020 | 3000 m drużynowo | Holandia Suzanne Schulting · Lara van Ruijven · Rianne de Vries · Yara van Kerkhof  | Chiny Fan Kexin · Qu Chunyu · Han Yutong · Zhang Yuting                                         | Japonia Sumire Kikuchi · Yuki Kikuchi · Moemi Kikuchi · Shione Kaminaga                     |
| 6. PŚ                                               | Dordrecht      | 15.02.2020 | 500 m            | Lara van Ruijven                                                                    | Yara van Kerkhof                                                                                | Kamila Stormowska                                                                           |
| 6. PŚ                                               | Dordrecht      | 15.02.2020 | 1000 m (1)       | Lee Yu-bin                                                                          | Zhang Chutong                                                                                   | Natalia Maliszewska                                                                         |
| 6. PŚ                                               | Dordrecht      | 16.02.2020 | 1000 m (2)       | Kim Ji-yoo                                                                          | Han Yutong                                                                                      | Sofia Proswirnowa                                                                           |
| 6. PŚ                                               | Dordrecht      | 16.02.2020 | 1500 m           | Suzanne Schulting                                                                   | Kim Ji-yoo                                                                                      | Noh Ah-reum                                                                                 |
| 6. PŚ                                               | Dordrecht      | 16.02.2020 | 3000 m drużynowo | Holandia Rianne de Vries · Suzanne Schulting · Yara van Kerkhof · Lara van Ruijven  | Kanada Danae Blais · Alyson Charles · Claudia Gagnon · Courtney Lee Sarault                     | Korea Południowa Kim Ji-yoo · Lee Yu-bin · Noh Ah-reum · Seo Whi-min                        |
| 45. Mistrzostwa Świata 2020 – Seul                  |                |            |                  |                                                                                     |                                                                                                 |                                                                                             |

#### Klasyfikacje
| Lp. | Zawodniczka          | Punkty |
| --- | -------------------- | ------ |
| 1.  | Kim Boutin           | 50000  |
| 2.  | Martina Valcepina    | 38736  |
| 3.  | Yara van Kerkhof     | 34289  |
| 4.  | Qu Chunyu            | 34074  |
| 5.  | Lara van Ruijven     | 29248  |
| 6.  | Natalia Maliszewska  | 26174  |
| 7.  | Fan Kexin            | 24694  |
| 8.  | Petra Jászapáti      | 14583  |
| 9.  | Arianna Fontana      | 12276  |
| 10. | Kim Ji-yoo           | 11129  |
| ... |                      |        |
| 14. | Kamila Stormowska    | 7699   |
| 33. | Nicole Mazur         | 1136   |
| 43. | Patrycja Maliszewska | 292    |
| 82. | Gabriela Topolska    | 12     |

| Lp. | Zawodniczka          | Punkty |
| --- | -------------------- | ------ |
| 1.  | Suzanne Schulting    | 39355  |
| 2.  | Han Yutong           | 31120  |
| 3.  | Seo Whi-min          | 24447  |
| 4.  | Kim Ji-yoo           | 23277  |
| 5.  | Sofia Proswirnowa    | 21271  |
| 6.  | Zhang Chutong        | 20510  |
| 7.  | Courtney Lee Sarault | 19963  |
| 8.  | Zhang Yuting         | 18740  |
| 9.  | Kim Boutin           | 16400  |
| 10. | Lee Yu-bin           | 15120  |
| ... |                      |        |
| 14. | Natalia Maliszewska  | 9361   |
| 51. | Kamila Stormowska    | 426    |
| 52. | Patrycja Maliszewska | 411    |
| 56. | Nicole Mazur         | 255    |
| 65. | Gabriela Topolska    | 115    |
| 93. | Magdalena Zych       | 17     |

| Lp. | Zawodniczka          | Punkty |
| --- | -------------------- | ------ |
| 1.  | Suzanne Schulting    | 38000  |
| 2.  | Kim Ji-yoo           | 30621  |
| 3.  | Han Yutong           | 29031  |
| 4.  | Choi Min-jeong       | 22744  |
| 5.  | Kim Boutin           | 20621  |
| 6.  | Courtney Lee Sarault | 19406  |
| 7.  | Kim A-lang           | 18093  |
| 8.  | Arianna Fontana      | 17677  |
| 9.  | Danae Blais          | 16581  |
| 10. | Hanne Desmet         | 15502  |
| ... |                      |        |
| 63. | Gabriela Topolska    | 77     |
| 65. | Kamila Stormowska    | 64     |
| 74. | Nicole Mazur         | 30     |
| 75. | Patrycja Maliszewska | 29     |
| 77. | Magdalena Zych       | 27     |

| Lp. | Państwo           | Punkty |
| --- | ----------------- | ------ |
| 1.  | Holandia          | 33120  |
| 2.  | Kanada            | 32400  |
| 3.  | Chiny             | 31277  |
| 4.  | Korea Południowa  | 24640  |
| 5.  | Rosja             | 23616  |
| 6.  | Włochy            | 19838  |
| 7.  | Stany Zjednoczone | 15870  |
| 8.  | Japonia           | 15738  |
| 9.  | Francja           | 9968   |
| 10. | Polska            | 8074   |

|  |

### Konkurencje mieszane
| Lp.                                                 | Miejscowość    | Data       | Konkurencja      | 1 miejsce                                                                           | 2 miejsce                                                                                  | 3 miejsce                                                                          |
| --------------------------------------------------- | -------------- | ---------- | ---------------- | ----------------------------------------------------------------------------------- | ------------------------------------------------------------------------------------------ | ---------------------------------------------------------------------------------- |
| 1. PŚ                                               | Salt Lake City | 02.11.2019 | 2000 m drużynowo | Rosja Jekaterina Jefremienkowa · Daniłł Ejbog · Sofia Proswirnowa · Wiktor Ahn      | Chiny Fan Kexin · Han Tianyu · Qu Chunyu · Wu Dajing                                       | Korea Południowa Kim A-lang · Kim Da-gyeom · Park Ji-won · Seo Whi-min             |
| 2. PŚ                                               | Montreal       | 09.11.2019 | 2000 m drużynowo | Chiny Han Tianyu · Qu Chunyu · Ren Ziwei · Zhang Yuting                             | Rosja Denis Ajrapetjan · Jekaterina Jefremienkowa · Pawieł Sitnikow · Jewgienija Zacharowa | Korea Południowa Lee June-seo · Noh Do-hee · Park Ji-won · Seo Whi-min             |
| 3. PŚ                                               | Nagoja         | 30.11.2019 | 2000 m drużynowo | Korea Południowa Choi Min-jeong · Kim A-lang · Kim Dong-wook · Park In-wook         | Rosja Jekaterina Jefremienkowa · Daniłł Ejbog · Pawieł Sitnikow · Jewgienija Zacharowa     | Holandia Daan Breeuwsma · Itzhak de Laat · Suzanne Schulting · Lara van Ruijven    |
| 4. PŚ                                               | Szanghaj       | 07.12.2019 | 2000 m drużynowo | Holandia Daan Breeuwsma · Itzhak de Laat · Suzanne Schulting · Lara van Ruijven     | Rosja Jemina Małagicz · Sofia Proswirnowa · Siemion Jelistratow · Wiktor Ahn               | nie przyznano (Kanada i Usa zostały karnie wykluczone)                             |
| 1. Mistrzostwa Czterech Kontynentów 2020 – Montreal |                |            |                  |                                                                                     |                                                                                            |                                                                                    |
| 24. Mistrzostwa Europy 2020 – Debreczyn             |                |            |                  |                                                                                     |                                                                                            |                                                                                    |
| 5. PŚ                                               | Drezno         | 08.02.2020 | 2000 m drużynowo | Węgry Sára Luca Bácskai · John-Henry Krueger · Petra Jászapáti · Shaolin Sándor Liu | Rosja Jekaterina Jefremienkowa · Jemina Małagicz · Siemion Jelistratow · Pawieł Sitnikow   | Francja Quentin Fercoq · Tifany Huot-Marchand · Dmitry Migunov · Aurelie Monvoisin |
| 6. PŚ                                               | Dordrecht      | 15.02.2020 | 2000 m drużynowo | Chiny Fan Kexin · Han Tianyu · Wu Dajing · Zhang Yuting                             | Korea Południowa Lee June-seo · Noh Ah-reum · Park In-wook · Seo Whi-min                   | Japonia Kota Kikuchi · Sumire Kikuchi · Yuki Kikuchi · Kazuki Yoshinaga            |
| 45. Mistrzostwa Świata 2020 – Seul                  |                |            |                  |                                                                                     |                                                                                            |                                                                                    |

#### Klasyfikacja
| Lp. | Państwo           | Punkty |
| --- | ----------------- | ------ |
| 1.  | Rosja             | 34000  |
| 2.  | Chiny             | 33120  |
| 3.  | Korea Południowa  | 30800  |
| 4.  | Holandia          | 26640  |
| 5.  | Japonia           | 17869  |
| 6.  | Kanada            | 17213  |
| 7.  | Stany Zjednoczone | 16138  |
| 8.  | Francja           | 15575  |
| 9.  | Węgry             | 14513  |
| 10. | Włochy            | 10125  |
| ... |                   |        |
| 12. | Polska            | 4349   |

|  |